# Томшань (Прахова)
Томшань, Томшані (рум. Tomșani) — село у повіті Прахова в Румунії. Адміністративний центр комуни Томшань.
Село розташоване на відстані 58 км на північ від Бухареста, 20 км на схід від Плоєшті, 146 км на захід від Галаца, 95 км на південний схід від Брашова.

## Населення
За даними перепису населення 2002 року у селі проживали 832 особи, усі — румуни. Усі жителі села рідною мовою назвали румунську.